# Институт зоологии имени И. И. Шмальгаузена НАН Украины
Институт зоологии НАН Украины (укр. Інститут зоології ім. І. І. Шмальгаузена Національної академії наук України) — один из старейших научно-исследовательских институтов Украины и старейший в области зоологии, организованный в 1919 году. Расположен в Киеве. Институт носит имя академика АН СССР Ивана Ивановича Шмальгаузена.

## История
Институт был создан в 1919 году первоначально под названием зоологического музея. С 1930 — Институт зоологии АН УССР. Директорами в разные годы были: И. И. Шмальгаузен (1930—1941), Д. К. Третьяков (1944—1948), А. П. Маркевич (1948—1950), В. Г. Касьяненко (1950—1963), П. М. Мажуга (1963—1965), И. Г. Пидопличко (1965—1973), В. О. Топачевский (1973—1987). В 1987—2021 годах директором являлся чл.корр. НАН Украины, д.б.н., профессор Игорь Андреевич Акимов.
В настоящее время в институте 14 научных лабораторий, Центр кольцевания птиц, орнитологическая станция в Мелитополе, Координационный центр CITES и другие подразделения. Научная библиотека включает 153 тыс. изданий. На базе института действуют три научных общества: Украинское научное общество паразитологов, Украинское энтомологическое общество и Украинское териологическое общество. Всего в институте (2012 год) работает 132 научных сотрудника, включая академика НАНУ (В. И. Монченко), членов-корреспондентов НАН (И. А. Акимов, И. Г. Емельянов и Л. И. Францевич), 22 доктора наук и 88 кандидатов наук.

## Лаборатории и научные подразделения
В структуре института выделяют Отделы (Department), лаборатории и центры:
- Фауны и систематики беспозвоночных
- Общей и прикладной энтомологии. В 1959—1975 рук. Василий Г. Пучков; в 1975—2004 рук. Владимир Г. Долин; в 2004—2007 рук. Владимир Н. Стовбчатый. Здесь работали Евгений Савченко, Вера А. Мамонтова, Валерий М. Ермоленко, Анна Осычнюк, Валентина Логвиненко, Евгения М. Терезникова, Ирина А. Федоренко, Тамара Г. Жданова, Юрий Некрутенко.
- Систематики энтомофагов и экологических основ биометода. Создан 1986 на базе Отдела энтомологии под рук. Марины Зеровой.
- Этологии и социобиологии насекомых (в 2013 передан Институту эволюционной экологии НАН Украины)[3]
- Акарологии
- Паразитологии
- Эволюционно-генетических основ систематики
- Фауны и систематики позвоночных
- Популяционной экологии
- Эволюционной морфологии позвоночных
- Цитологии и гистогенеза
- Научная фондовая коллекция. Создана в 2002 на базе Отдела энтомологии под рук. Александра В. Пучкова.
- Мониторинга и охраны животного мира
- Зоогеографии
- Украинский центр кольцевания птиц
- Таксономический центр Украины

## Публикации
Институтом выпускаются
- Zoodiversity[4]. В 1967—2019 годах назывался Vestnik Zoologii (Вісник зоології, Вестник зоологии)(с 1967)[5]
  - Архивы 1967-2013 Архивная копия от 16 февраля 2020 на Wayback Machine
  - Архивы 2008-2019 Архивная копия от 1 декабря 2020 на Wayback Machine
- Фауна України в 40 томах (1956—1984: «Фауна України»; 1985—2016: «Фауна Украины»)

## Известные сотрудники
| - Агарков, Георгий Борисович - Акимов, Игорь Андреевич - Балашов, Игорь Александрович - Балинский, Борис Иванович - Билановский, Иван Дмитриевич - Воинственский, Михаил Анатольевич - Воскобойников, Михаил Михайлович - Гершензон, Сергей Михайлович - Горб, Станислав Николаевич - Денщик, Валерий Анатольевич - Долин, Владимир Гдальевич - Ермоленко, Валерий Михайлович - Зерова, Марина Дмитриевна - Караваев, Владимир Афанасьевич - Касьяненко, Владимир Григорьевич - Ключко, Зоя Фёдоровна - Кащенко, Николай Феофанович - Ковтун, Михаил Фотиевич - Логвиненко, Валентина Николаевна - Мамонтова, Вера Алексеевна | - Манзий, Савва Филимонович - Маркевич, Александр Прокофьевич - Монченко, Владислав Иванович - Некрутенко, Юрий Павлович - Осычнюк, Анна Захаровна - Парамонов, Сергей Яковлевич - Пидопличко, Иван Григорьевич - Пучков, Василий Георгиевич - Радченко, Владимир Григорьевич - Савченко, Евгений Николаевич - Сокур, Иван Тарасович - Топачевский, Вадим Александрович - Третьяков, Дмитрий Константинович - Францевич, Леонид Иванович - Фурсов, Виктор Николаевич - Чеботарёв, Роман Семёнович - Шарлемань, Николай Васильевич - Шмальгаузен, Иван Иванович - Щербак, Галина Иосифовна - Щербак, Николай Николаевич |